# Apenninenkanker

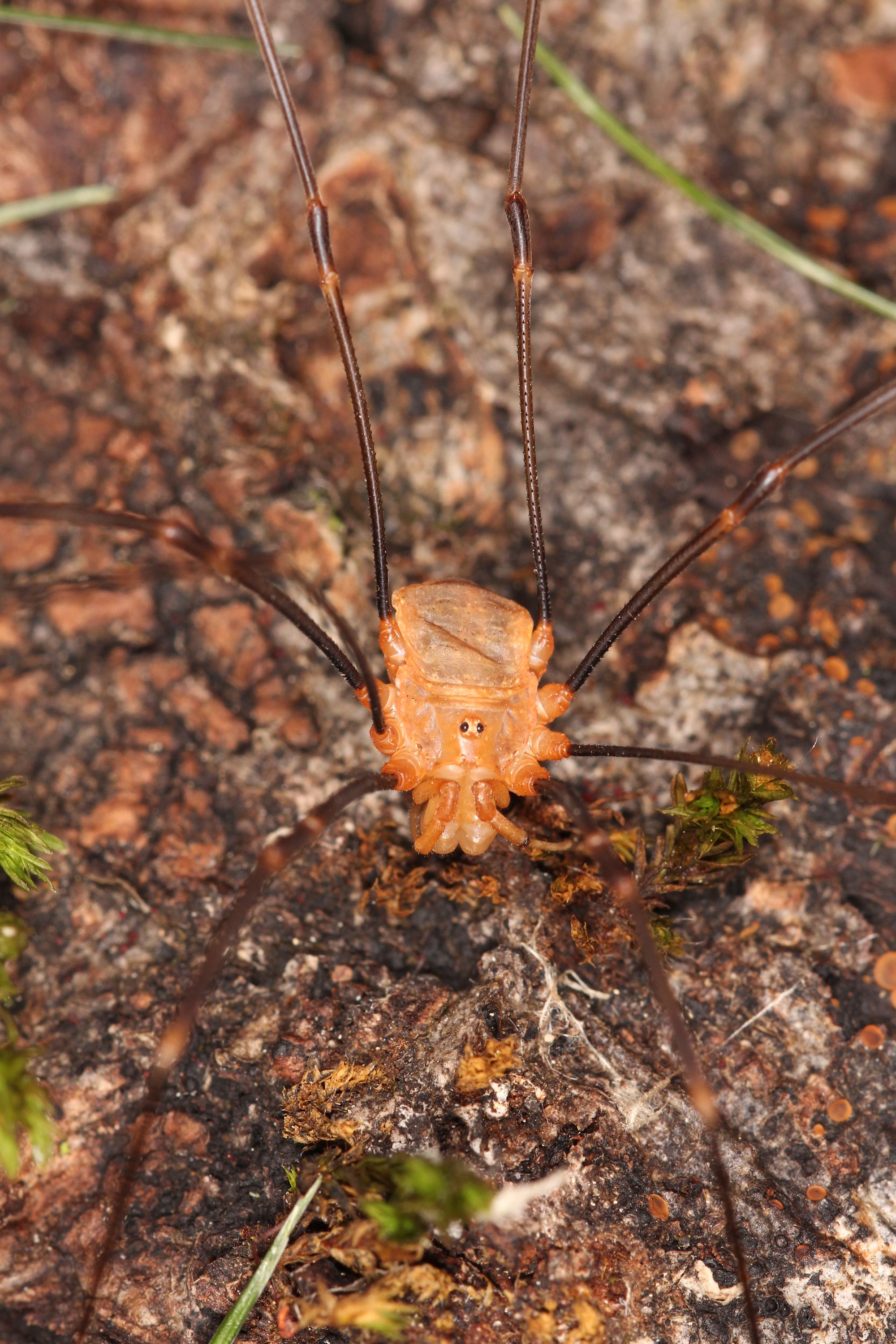
Männchen

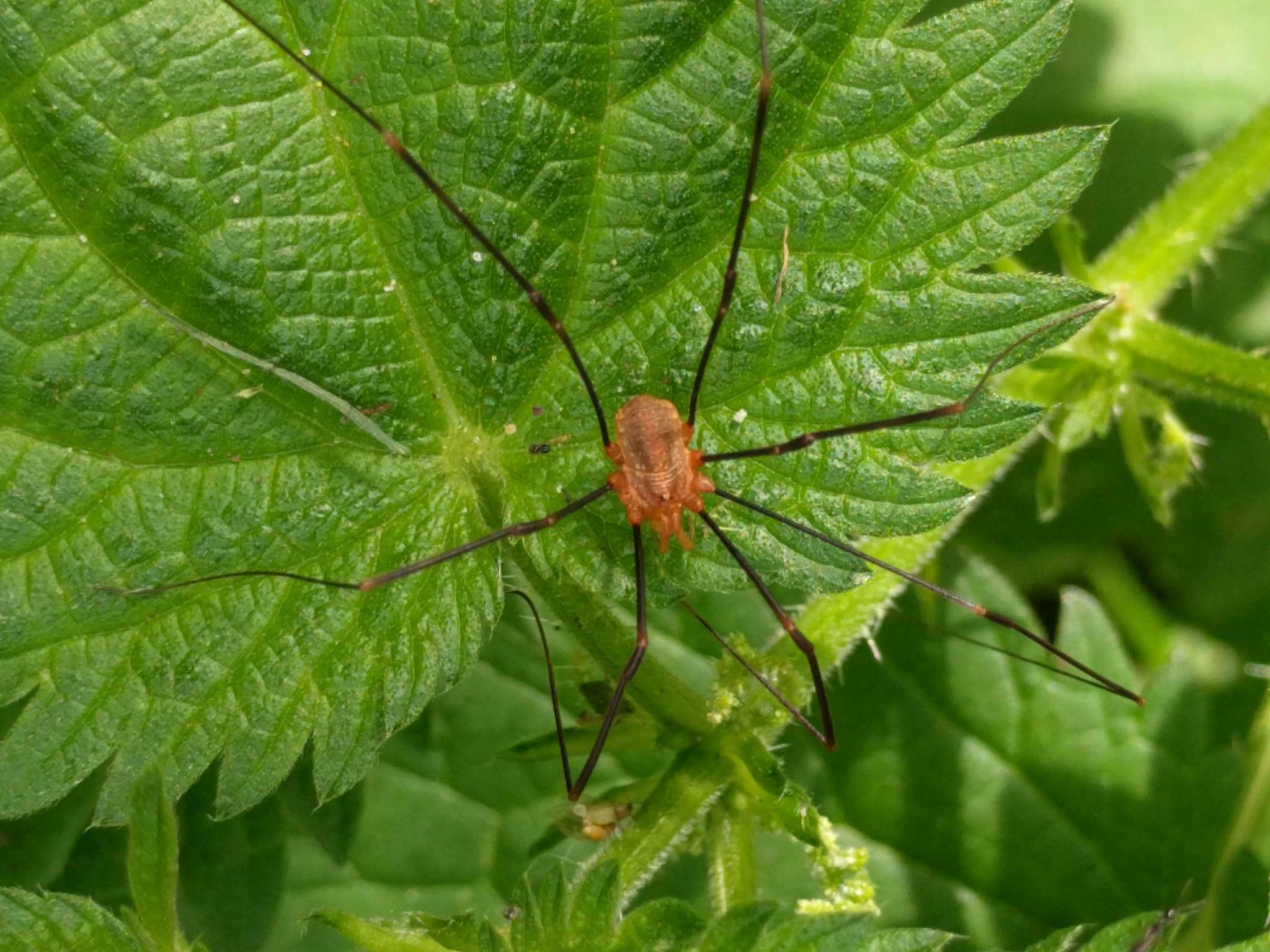
Ein Weibchen, auf Blättern ruhend

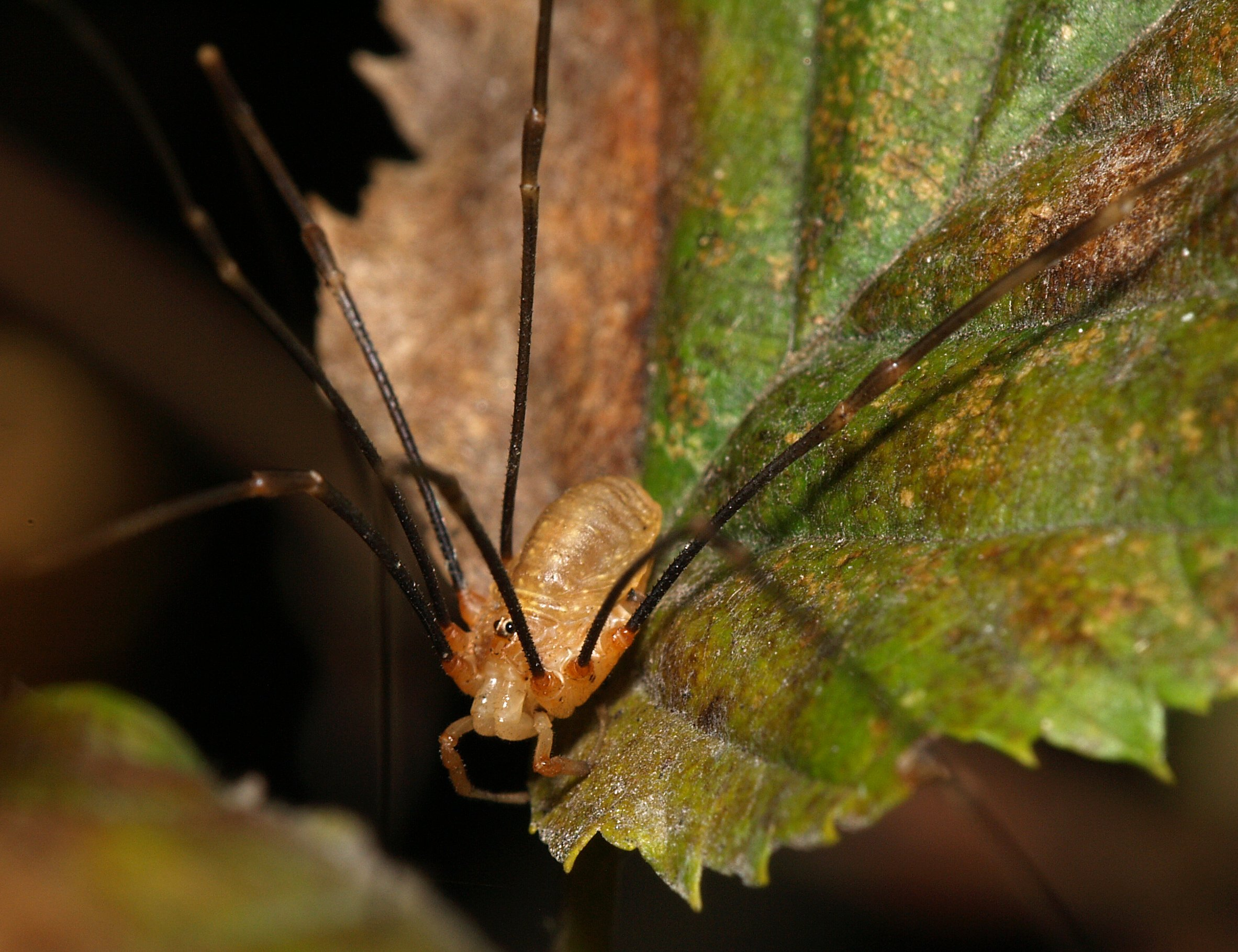
Ein Männchen, auf Blättern ruhend

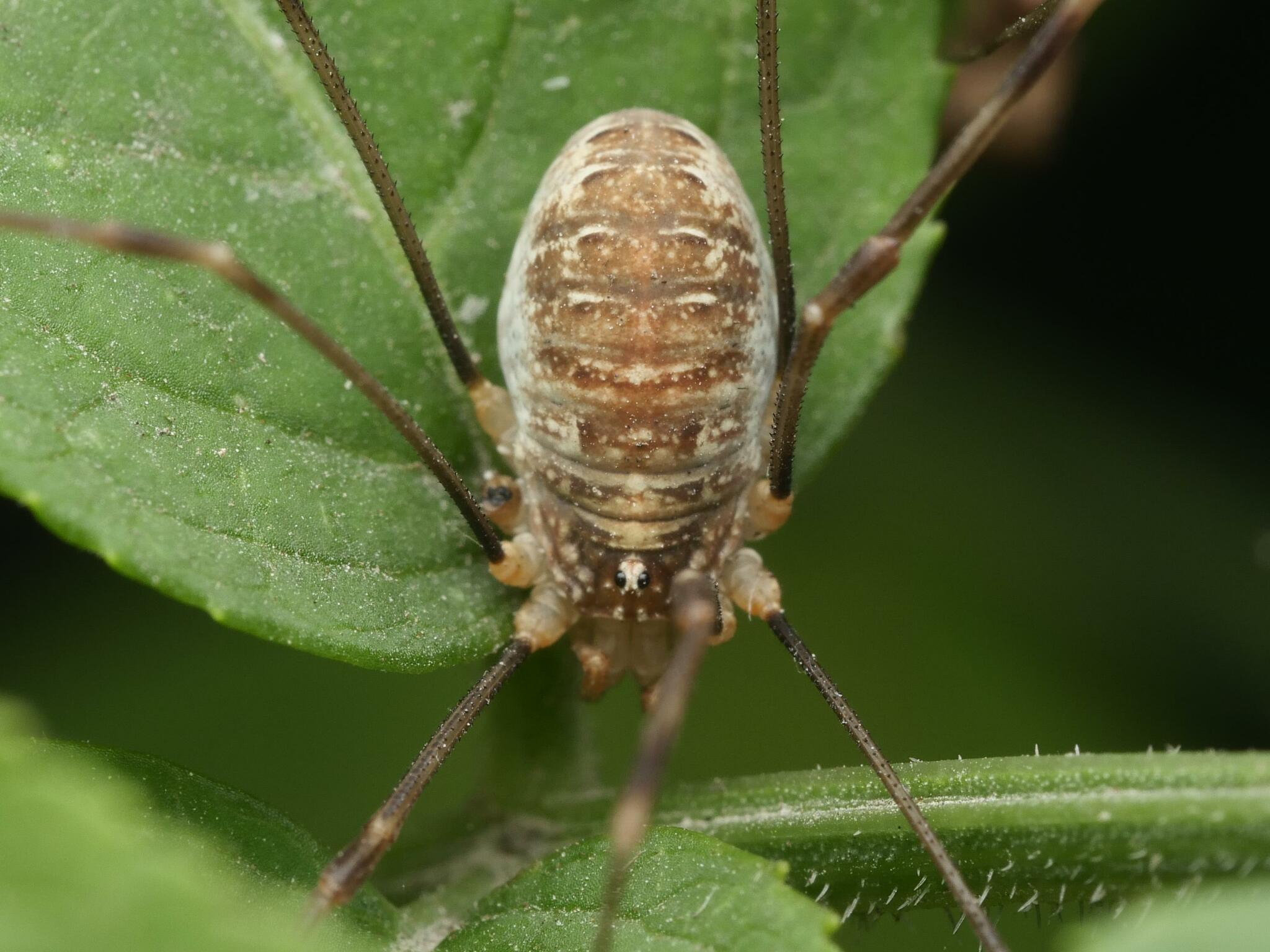
Ein Weibchen mit den typischen weißen Querstreifen

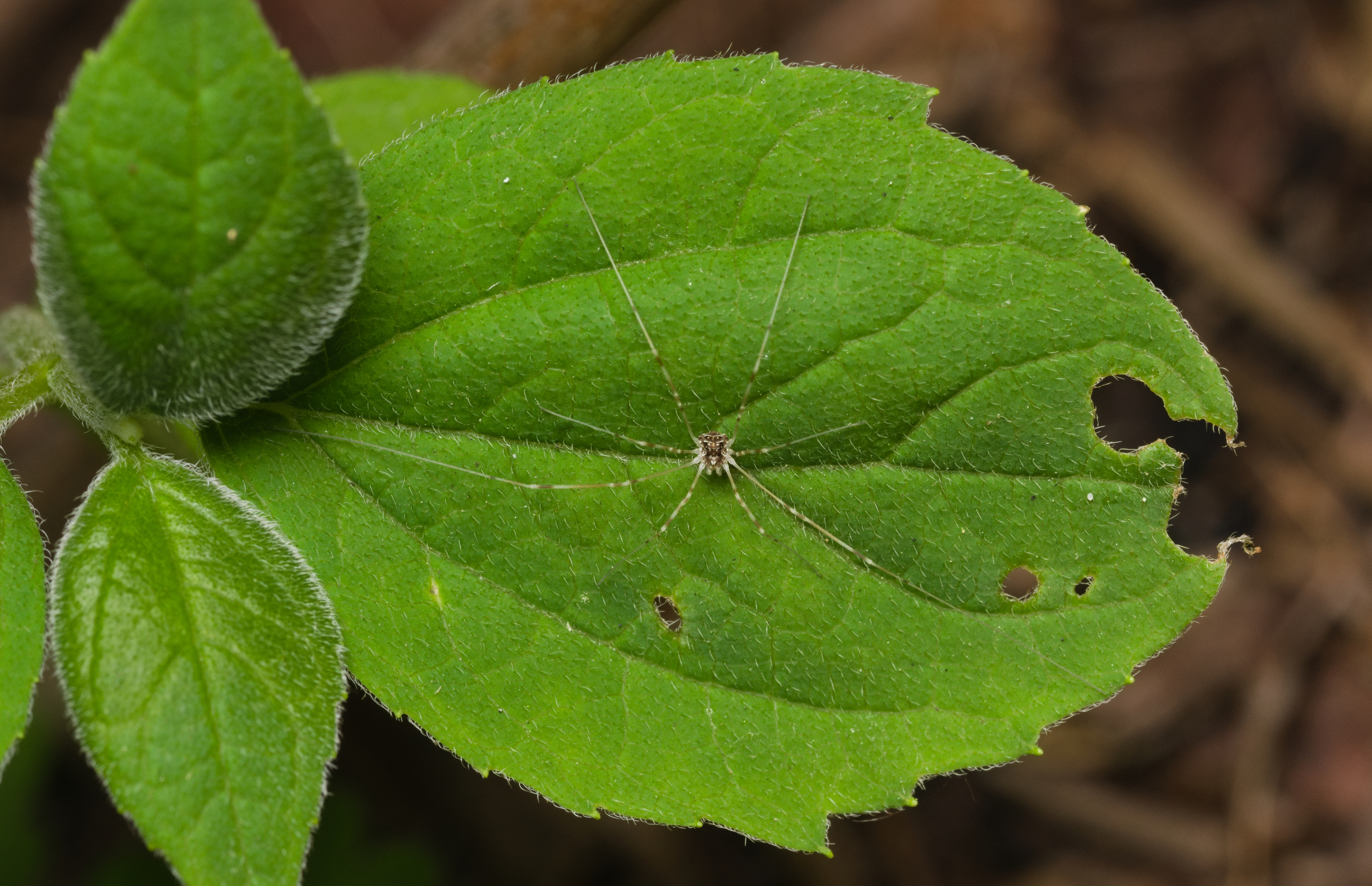
Ein juveniles Exemplar

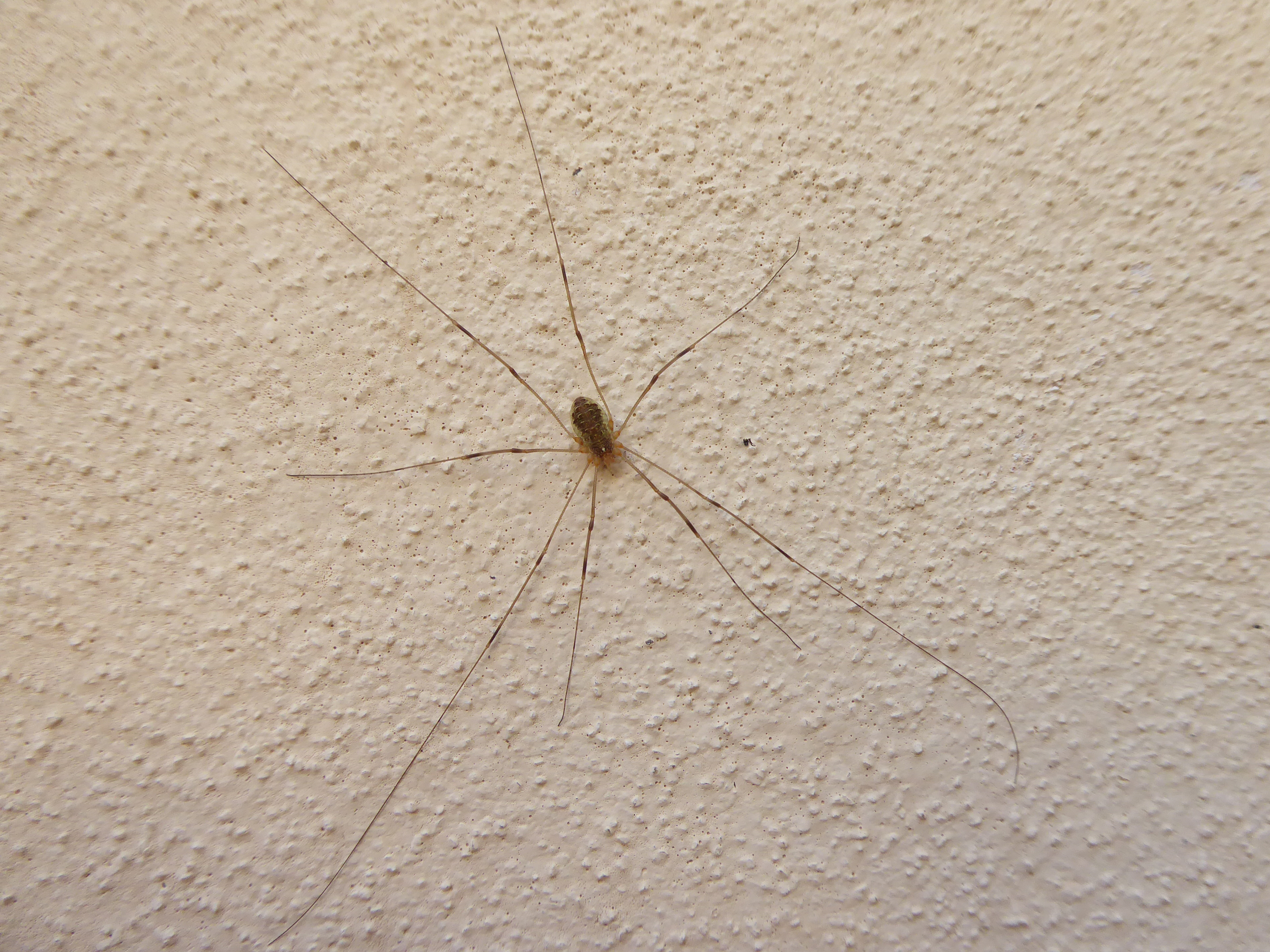
Ein Exemplar in vollständiger Ansicht; erkennbar sind die langen Beine

Der Apenninenkanker (Opilio canestrinii) ist eine Art der zu den Spinnentieren gehörenden Weberknechte. Er gehört hier zur Familie der Schneider. Die ursprünglich in den italienischen Apenninen verbreitete Art konnte sich in der zweiten Hälfte des 20. Jahrhunderts, durch die globale Erwärmung begünstigt, sehr schnell über weite Teile Mittel- und Nordeuropas ausbreiten und hier einheimische Arten, wie den Wandkanker (Opilio parietinus), beinahe vollständig verdrängen. Im beginnenden 21. Jahrhundert handelte es sich bereits um eine der beiden häufigsten Weberknecht-Arten Mitteleuropas.

## Merkmale
Die Körperlänge der Weibchen beträgt 4,7–8,1 mm, die der Männchen 3,8–6,1 mm.
Die charakteristische Art ist anhand mehrerer Merkmale recht gut erkennbar: Es handelt sich um eine große, langbeinige Weberknecht-Art ohne auffällige Dornen oder Stacheln, die keine deutliche Sattelzeichnung auf dem Körper aufweist, dafür aber mehrere weiße Querstreifen, die lateral (beidseitig) der hinteren Körpermitte zu finden sind. Diese typischen hellen und kurzen Querstriche befinden sich genauer ausgedrückt auf dem Opisthosoma. Dieses ist groß und leicht rötlichbraun bis grünlichbraun. Da die Rot- und Grüntöne nur Farbnuancen sind, erscheint die Art häufig grau, braungrau oder gelbgrau. Das Prosoma besitzt ein enges Gesichtsfeld mit einem recht hohen Augenhügel und weiß gerandeten Augen. Auf dem Augenhügelrand sitzen dorsal etwa 5 spitze Tuberkel. Der Vorderrand des Prosomas weist weder Zacken noch nach vorne gerichtete Dornen auf, wie beispielsweise bei den Arten Lacinius ephippiatus, Lophopilio palpinalis, Odiellus spinosus, Oligolophus hanseni oder Oligolophus tridens. Die supracheliceralen Lamellen (zwischen dem Vorderrand des Prosomas und den Cheliceren) besitzen kein „Zähnchen“, wie bei Phalangium opilio mit markanten weißen Zähnchen. Der Apenninenkanker hat sehr lange Beine, die im Querschnitt meist rund und mit niedrigen dunklen Dornenreihen versehen sind. Die Ventralseite (Bauchseite) wird durch eine markante Genitalplatte dominiert. Diese weist in der Regel eine charakteristische pilzartige Form auf. Die schmalen, feinen Loben der Coxae II bilden miteinander einen deutlichen Winkel. Die Cheliceren sind robust und dorsal nahezu glatt. Lediglich ventral können feine niedrige Stacheln und Tuberkeln ausgebildet sein. Die Pedipalpen weisen keine Apophysen (Fortsätze) auf. Der Tarsus ist ungefähr gerade und nicht säbelartig gebogen wie beispielsweise bei Nelima sempronii. Die Männchen sind in der Regel klein und runzelig und oft auffallend gelblich bis rötlich gefärbt. Das Opisthosoma ist nahezu zeichnungslos. Die Beine sind überwiegend schwarz, doch die Coxae und „Knie“ sind immer hellbraun bis orange gefärbt, nicht schwarz. Die Weibchen sind generell heller gefärbt als die Männchen.

## Ähnliche Arten
Ähnliche Arten sind andere Opilio-Arten, wie Opilio parietinus und Opilio saxatilis. Diesen Arten fehlen jedoch die hellen Querstreifen auf dem Opisthosoma. Männchen von Opilio saxatilis haben kräftige Dornen auf dem Pedipalpus. Zudem ist das 2. Laufbeinpaar von O. saxatilis mit etwa 35–40 mm nur ungefähr halb so lang wie bei O. canestrinii. Im Kopfbereich weist O. saxatilis kräftige Dornen auf sowie auf dem Hinterleib Querreihen kleinerer Dornen. Die Beine bei O. saxatilis sind einfarbig gelblich und haben auf den Coxae dunkle Flecken. Auch Opilio ruzickai und Opilio transversalis sind sehr ähnlich, letzterer besitzt ebenfalls helle Querstreifen auf dem Opisthosoma. Diese beiden Arten leben jedoch, genau wie Opilio dinaricus nicht in den deutschsprachigen Ländern.
Phalangium opilio besitzt eine markante Sattelzeichnung auf dem Opisthosoma, eine kalkweiße Unterseite sowie weiße Zähnchen Suprachelizeral-Lamellen. Bei Rilaena triangularis besitzen die Weibchen eine Sattelzeichnung und die Männchen unterscheiden sich in den Cheliceren, zudem ist der Augenhügel grundsätzlich unterschiedlich. Auch Leiobunum-Arten werden regelmäßig mit dem Apenninenkanker verwechselt, doch besitzt Leiobunum rotundum beispielsweise schwarze Beine. Auch Leiobunum vittatum und Leiobunum ventricosum, beide in Südeuropa, sehen unterschiedlich aus. Dasylobus graniferus besitzt ebenfalls eine markante Sattelzeichnung. Insgesamt ist der Apenninenkanker sehr gut erkennbar, sobald man die grundlegenden Charakteristika verstanden hat.

## Verbreitung
Der Apenninenkanker war ursprünglich in Italien verbreitet und hat etwa um 1970 die Alpen Richtung Norden überqueren können, vermutlich mit Gütertransporten. Die ersten Nachweise nördlich der Alpen stammen aus Deutschland (Stuttgart 1974, Berlin 1976, Mainz 1977, Goslar 1978) und der Schweiz (Zürich 1977). Um 1978 herum war Deutschland von der Art schon fast überall besiedelt worden und 1987 waren Dänemark, Österreich, Belgien und Luxemburg flächendeckend erfasst, 1991 fand auch der Erstnachweis aus den Niederlanden statt, 1999 schließlich in Großbritannien. In den beginnenden 2020er-Jahren handelt es sich um die zweithäufigste Weberknechtart Luxemburgs sowie die zweithäufigste Art Mitteleuropas und die häufigste in Deutschland. Nur der Hornweberknecht (Phalangium opilio) erreicht ähnlich hohe Individuendichten.
Das Verbreitungsgebiet umfasst 2023 weite Teile Mittel-, Nord- und Nordosteuropas sowie das zentrale Südeuropa. Im Nordwesten werden die Britischen Inseln besiedelt, in Schottland und auf Irland ist die Art jedoch nur stellenweise zu finden. Im Westen und Südwesten lebt die Art in Frankreich und im Nordosten Spaniens, ist in Frankreich aber vor allem im Norden und Osten zu finden, im Südwesten ebenfalls nur stellenweise. In Italien kommt die Art fast landesweit vor, auch Sizilien, Sardinien und das zu Frankreich gehörende Korsika werden besiedelt. Allerdings scheint die Art in Italien vor allem in den Apenninen und nördlich davon vorzukommen. Es ist auch ein sehr südliches Vorkommen in Algerien bekannt. Im Südosten ist die Art über Slowenien und Kroatien bis Ungarn verbreitet, eine vereinzelte Einschleppung gibt es auch in Rumänien. Im Osten bis Nordosten ist die Art von der westlichen bis zentralen Ukraine und das westlichste Belarus bis Litauen und Lettland verbreitet, in Estland und Finnland gibt es nur wenige Einschleppungen. Im zentralen Norden kommt die Art schließlich bis in den Süden Norwegens und Schwedens vor. Auch aus dem äußersten Südwesten und Südosten Kanadas wurden in den 2020er-Jahren bereits mehrere Fundmeldungen eingetragen.
Nach Martens (2021) haben sich die Verbreitungsgrenzen in Ostfrankreich, Südskandinavien und Polen stabilisiert, auf Großbritannien sei die Art ebenfalls in fast allen Landesteilen anzutreffen.

## Verdrängung andererOpilio-Arten
Der Apenninenkanker steht in Verdacht, die nah verwandten Arten Opilio parietinus (Wandkanker) und Opilio saxatilis (Steinkanker) verdrängt zu haben. Vor allem der früher sehr häufige Wandkanker ist in Deutschland mittlerweile beinahe ausgestorben. Es wird vermutet, dass das Phänomen weniger mit der globalen Erwärmung zu tun hat, sondern vor allem auf die invasive Ausbreitung des Apenninenkankers zurückzuführen ist, die jedoch selbst auf die globale Erwärmung zurückzuführen ist. Somit wären die erlöschenden Bestände von O. parietinus und O. saxatilis auch indirekt auf den Klimawandel zurückzuführen. Dieses Phänomen beschreibt auch Wijnhofen: Von 2000 bis 2002 waren sowohl der Wandkanker als auch der Steinkanker noch häufig an von ihm beobachteten Mauern zu finden, seit 2002 fand sich dort ersatzweise nur noch der Apenninenkanker. Martens merkt an, dass das fast völlige Verschwinden des Mauerkankers aus Mitteleuropa bisher nicht überzeugend erklärt ist, aber mit der flächendeckenden Ausbreitung des Apenninenkankers in Verbindung gebracht wird. Da Opilio saxatilis im Gegensatz zu Opilio parietinus offenere Habitate bevorzugt und weniger von stark anthropogen beeinflussten Biotopen abhängig ist, steht er nicht im gleichen Maße in Konkurrenz mit Opilio canestrinii, wie es Opilio parietinus tut.

## Lebensraum
Die äußerst invasive Art ist in Mitteleuropa zur beherrschenden Art der langbeinigen Weberknechte geworden, vor allem in menschlichen Siedlungsbereichen, wo er an Hauswänden leicht auffindbar ist. Diese Bindung hat jedoch nachgelassen und randliche Grünbereiche sowie Auwälder werden mehr und mehr besiedelt. Entlang des Rheins inklusive seiner Altarme oder des Mains werden beispielsweise gewässernahe Auwälder häufig besiedelt.
Es handelt sich insgesamt um eine eurytope Freiflächenart, die grundsätzlich in allen unbewaldeten Lebensräumen unabhängig von der Feuchtigkeit vorkommen kann. Es werden zwar vor allem Kulturlandschaften besiedelt, wie Gärten, Parks, Grünanlagen, Waldränder und Baumsäume, aber ebenso Laubwälder und Heiden, die weniger vom Menschen beeinflusst sind. Die Art hält sich häufig an Hausmauern, Baumstämmen, in Gebüschen und auf Vegetation wie Brennnesseln und Brombeergebüsch auf. Auch in der Habitatwahl ähnelt die Art Phalangium opilio.

## Lebensweise
Der Apenninenkanker ist nachtaktiv. In gewässernahen Auwäldern ist er meist der häufigste Weberknecht und vor allem nachts an Baumstämmen zu finden, tagsüber seltener. An Hauswänden ist er jedoch vor allem tagsüber zu finden, wo er ruht. In Bodenfallen ist die Art normalerweise nicht nachzuweisen, bei Klopfproben an Bäumen jedoch häufiger, neben Laubbäumen auch an Nadelbäumen. Die Art benötigt eine gewisse Feuchtigkeit – zwar ist sie auch an den xerothermen Gebäudeaußenseiten von Großstädten sehr häufig, doch die trockenen Sommer der Jahre 2018–2020 haben die Bestände in den städtischen Bereichen in Deutschland lokal einbrechen lassen. Auch aus Mittelgebirgen, wie der Eifel, ist dies bekannt.
Reife (adulte) Tiere können von Juni bis Februar gefunden werden, jedoch wird die Art meist zwischen Juni und Dezember beobachtet, mit einem Höhepunkt im Juli und August.
Der Apenninenkanker ernährt sich räuberisch von anderen Gliederfüßern.
Beim Apenninenkanker wurde nuptial feeding vor der eigentlichen Paarung beobachtet.

## Taxonomie
Die Art wurde 1876 von dem schwedischen Arachnologen Tamerlan Thorell als Phalangium canestrinii erstbeschrieben. Weitere Synonyme und Falschschreibungen lauten Opilio aspromonianur Gruber, 1965, Opilio calistriini, Opilio ravennae Spoek, Opilio zangherii Spoek, 1962 und Phalangium segmentatum Simon, 1879. Das Synonym Opilio ravennae wurde auch von Martens 1978 verwendet, jedoch von Jürgen Gruber 1984 korrigiert.
Von Canestrini, nach dem die Art benannt wurde, wurde sie 1875 und 1876 noch als Opilio parietinus beschrieben, ebenso von Roewer 1911 und 1912. Ceccone 1898 und Rizzardi 1898 gaben sie als Phalangium parietinum an.